# Ovophis convictus
Espèce
Synonymes
- Trimeresurus convictus Stoliczka, 1870
- Ovophis monticola convictus (Stoliczka, 1870)

Statut de conservation UICN

 LC  : Préoccupation mineure
Ovophis convictus est une espèce de serpents de la famille des Viperidae.

## Répartition
Cette espèce se rencontre :
- au Viêt Nam ;
- au Cambodge ;
- en Thaïlande ;
- en Malaisie péninsulaire ;
- en Indonésie sur l'île de Sumatra.

Sa présence est incertaine à Singapour et au Laos.

## Description
C'est un serpent venimeux.

## Publication originale
- Stoliczka, 1870 : Observations on some Indian and Malayan Amphibia and Reptilia. Proceedings of the Asiatic Society of Bengal, vol. 1870, p. 103–109 (texte intégral).